# 荆州博物馆
30°21′20″N 112°10′30″E / 30.35556°N 112.17500°E

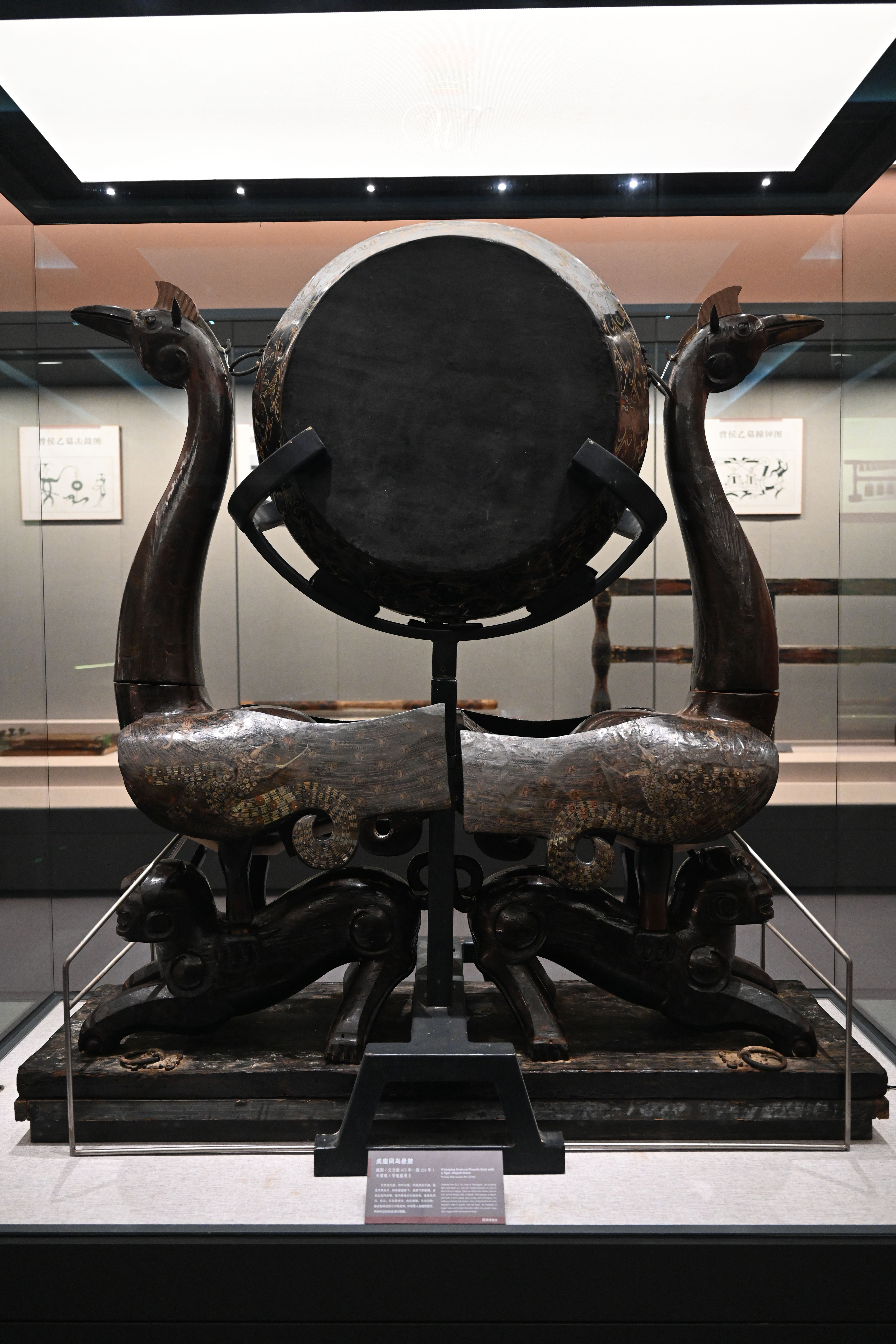
天星观二号楚墓出土虎座鸟架鼓，为荆州博物馆著名馆藏文物

荆州博物馆位于中国湖北省荆州市荆州区，是一座综合性地志博物馆，2008年被国家文物局评为“国家一级博物馆”。
荆州博物馆始建于1958年，占地面积5万余平方米，建筑面积达2.3万平方米，现有馆藏文物13万余件，绝大多数是考古发掘的出土文物，少数为传世文物和革命文物，其中国家一级文物553件套。此外該館還藏有湖北江陵凤凰山汉墓男尸。

## 馆藏文物

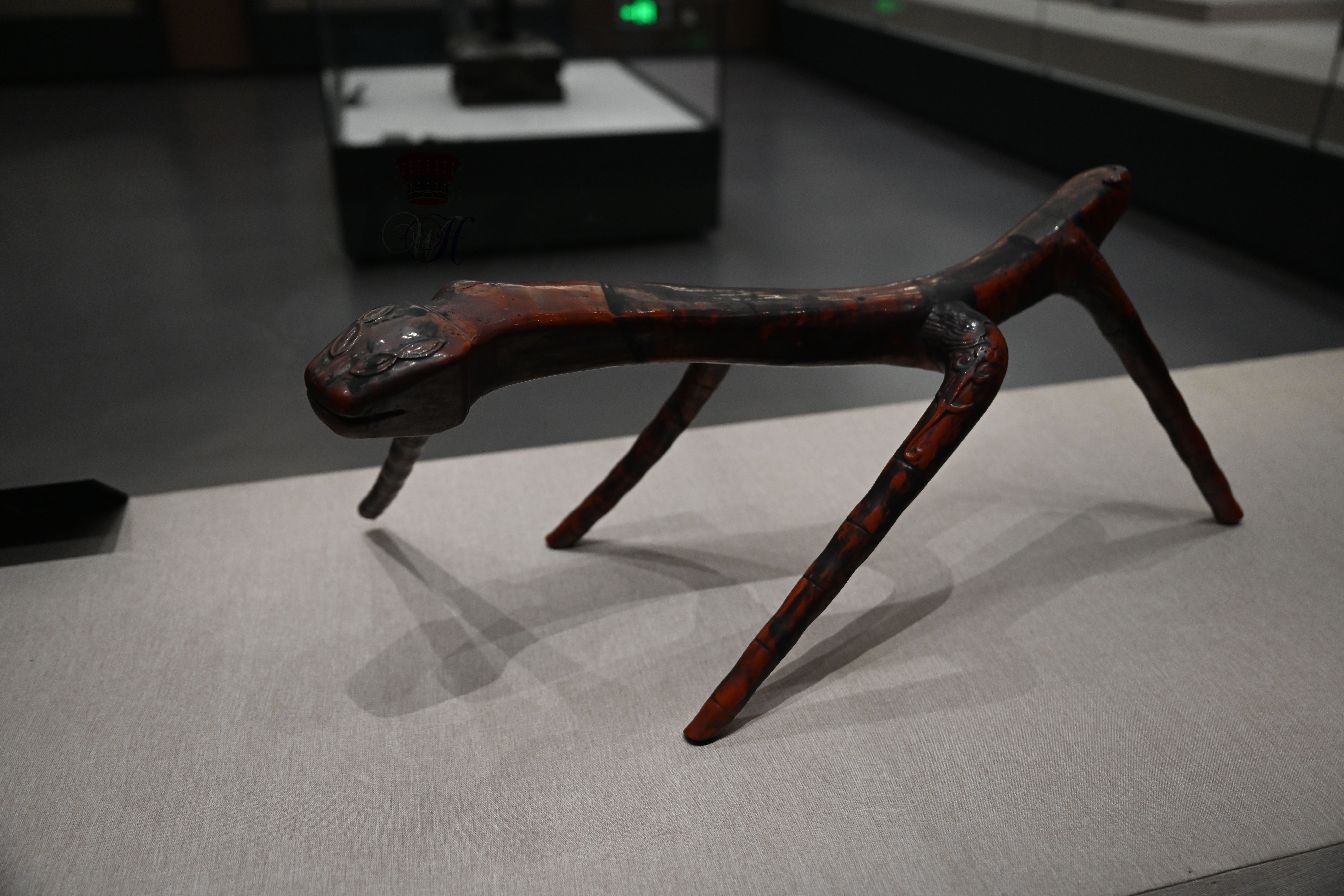
根雕辟邪
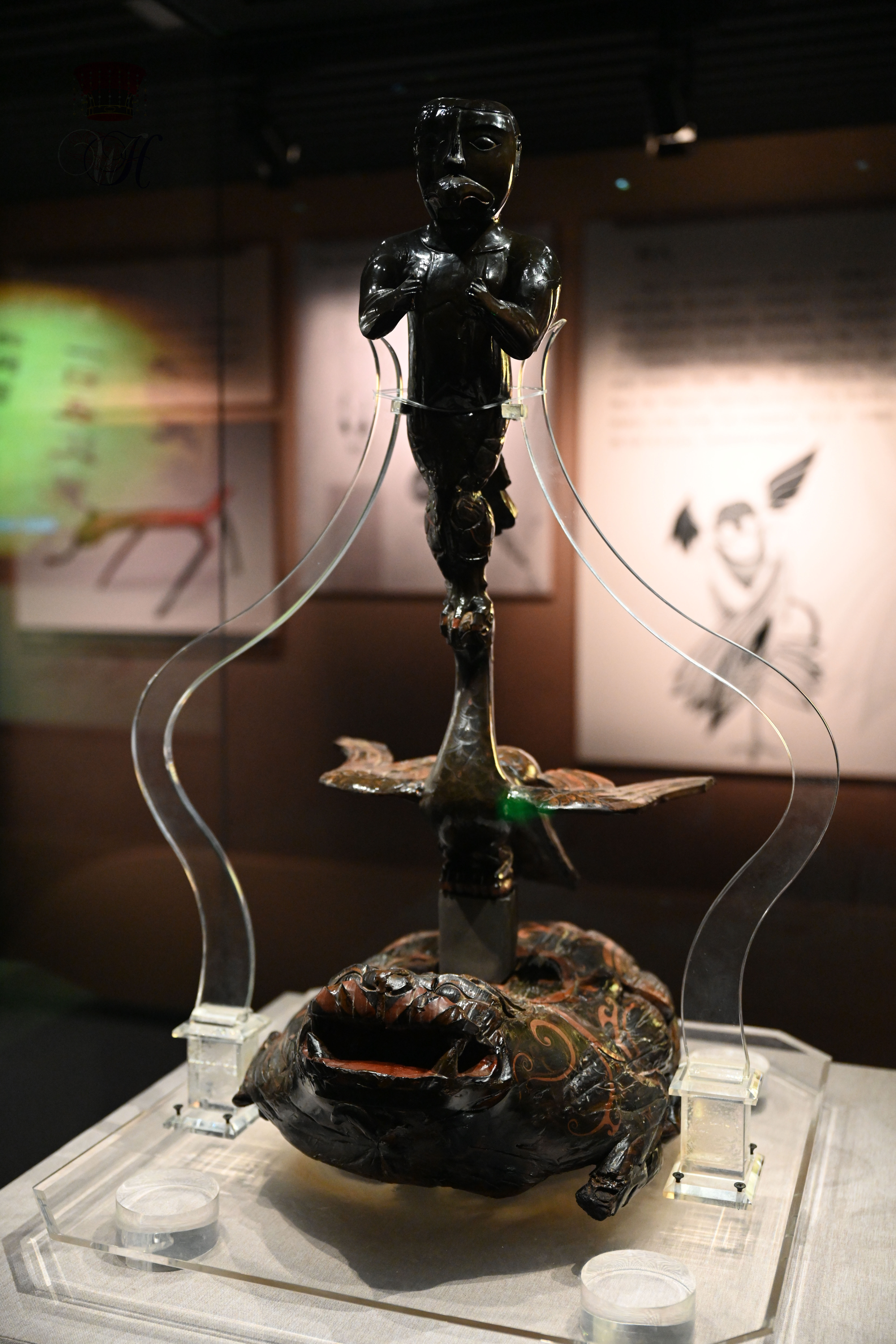
彩绘漆木蟾座凤鸟羽人
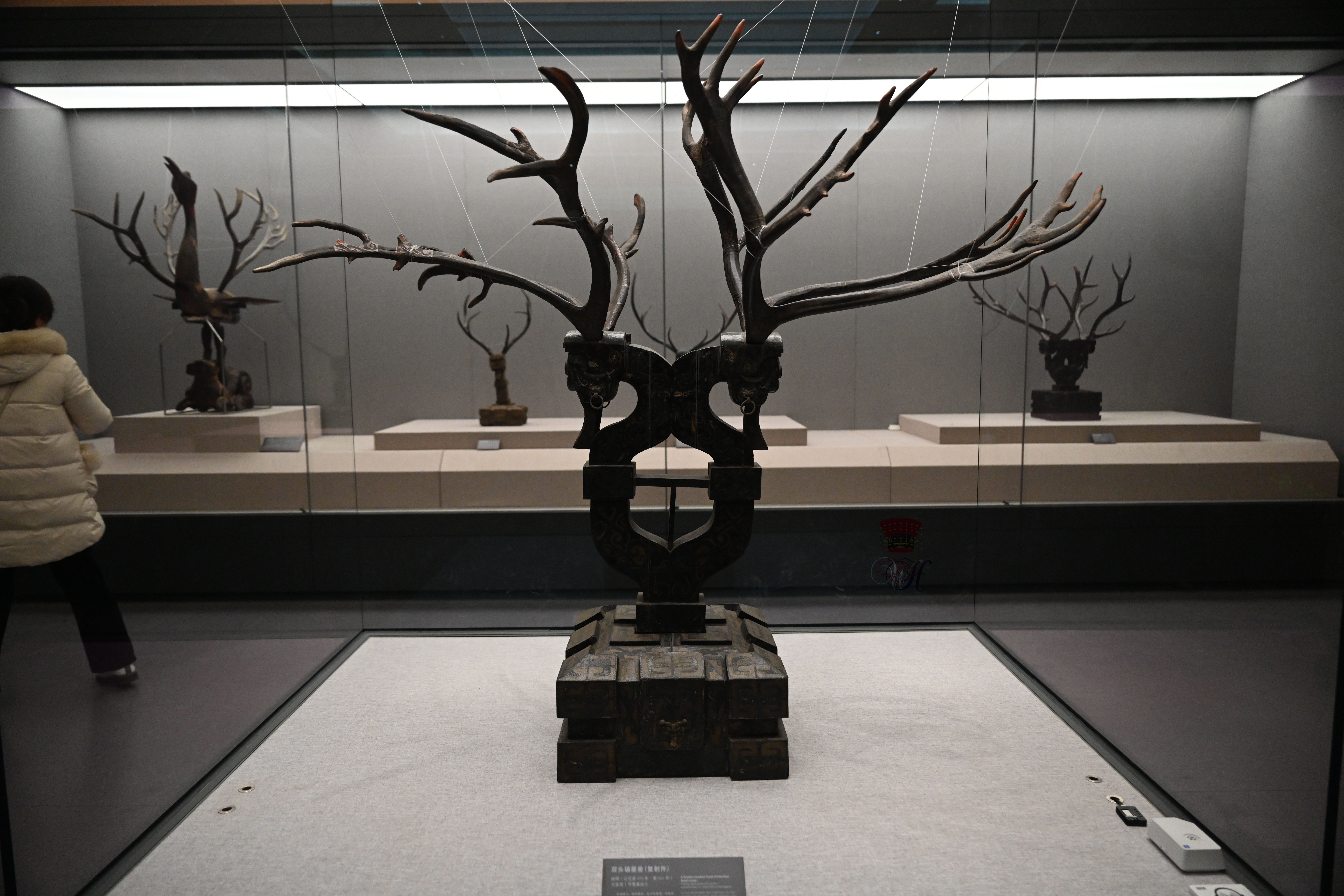
彩绘漆木镇墓兽
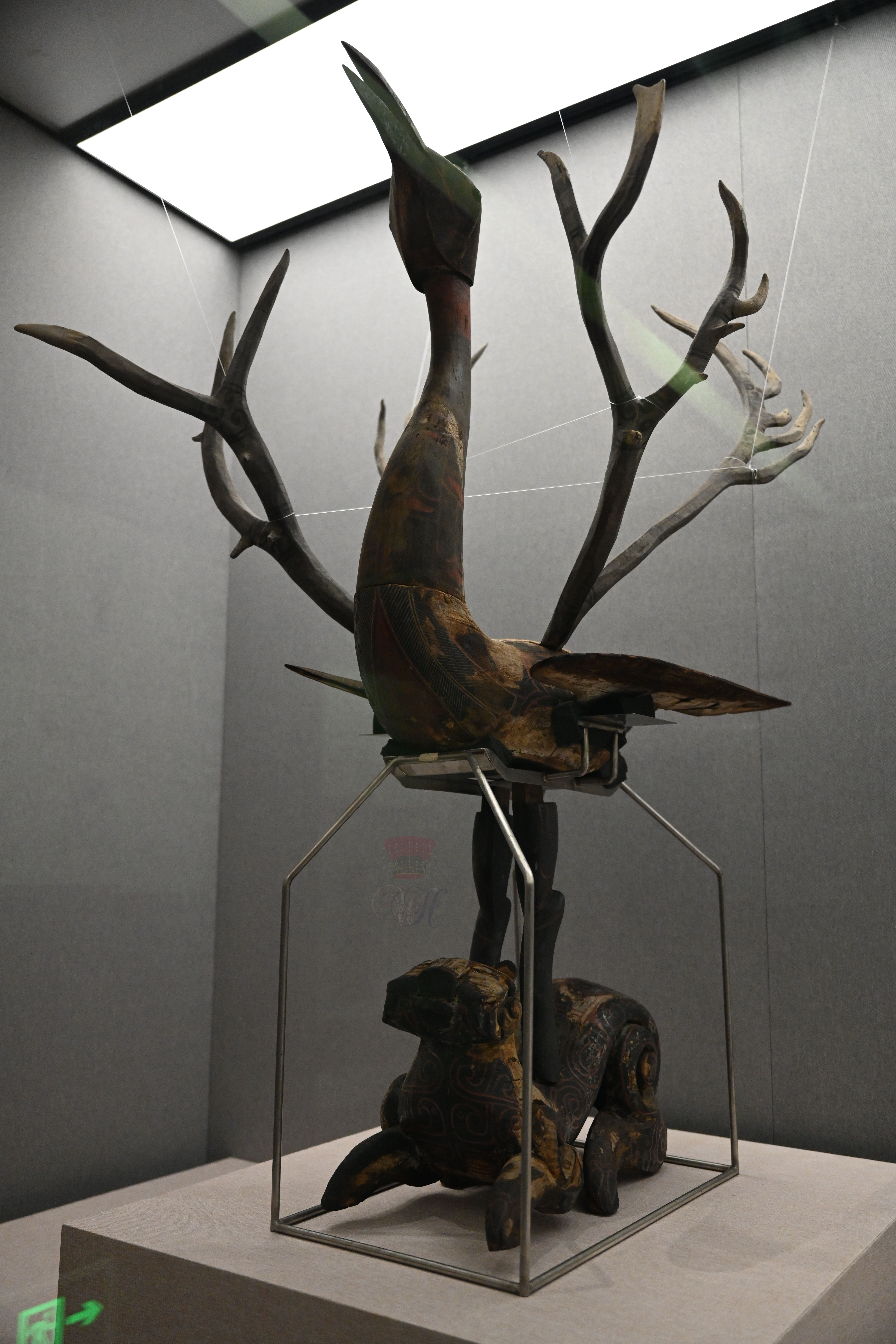
虎座立凤
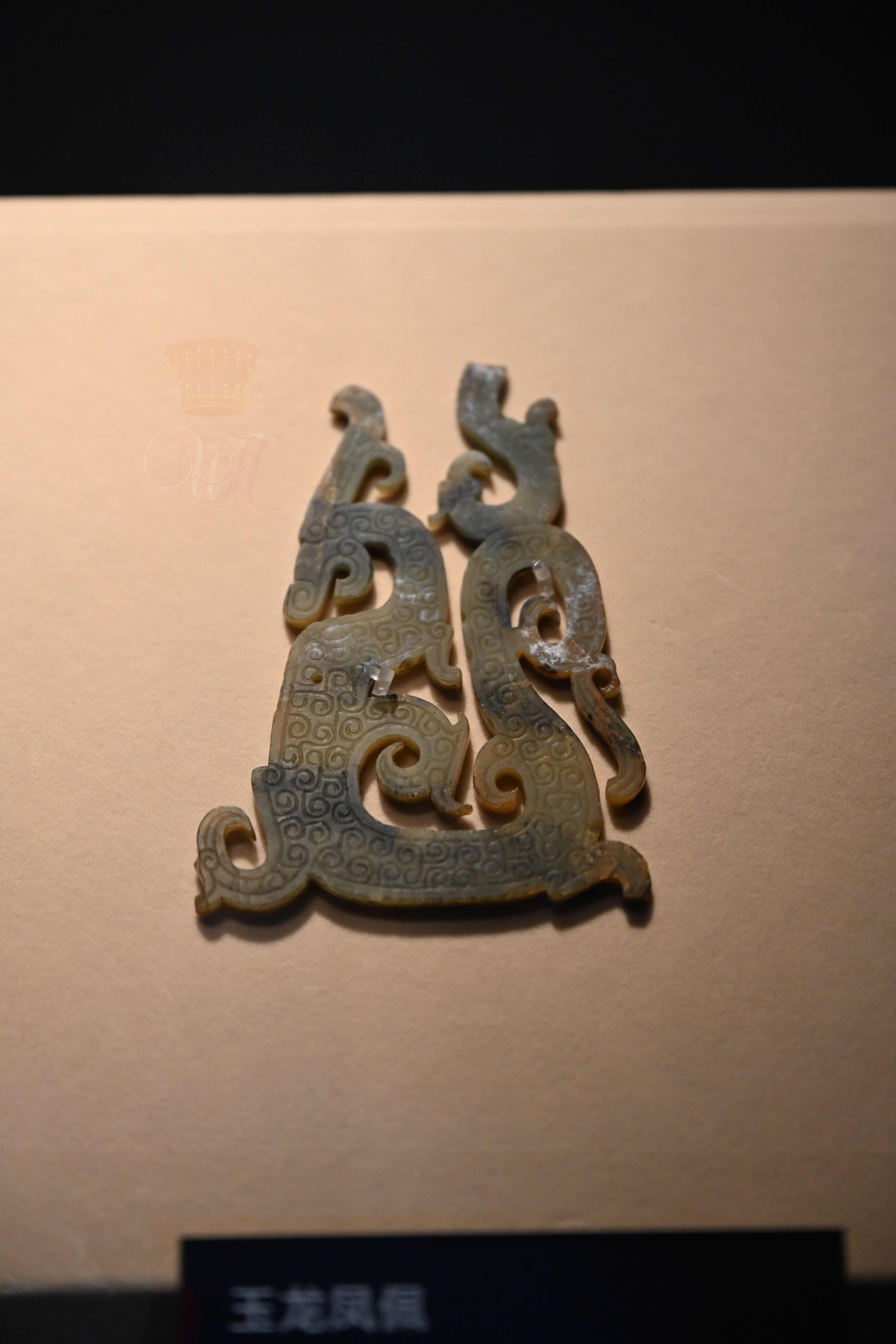
龙凤形玉佩
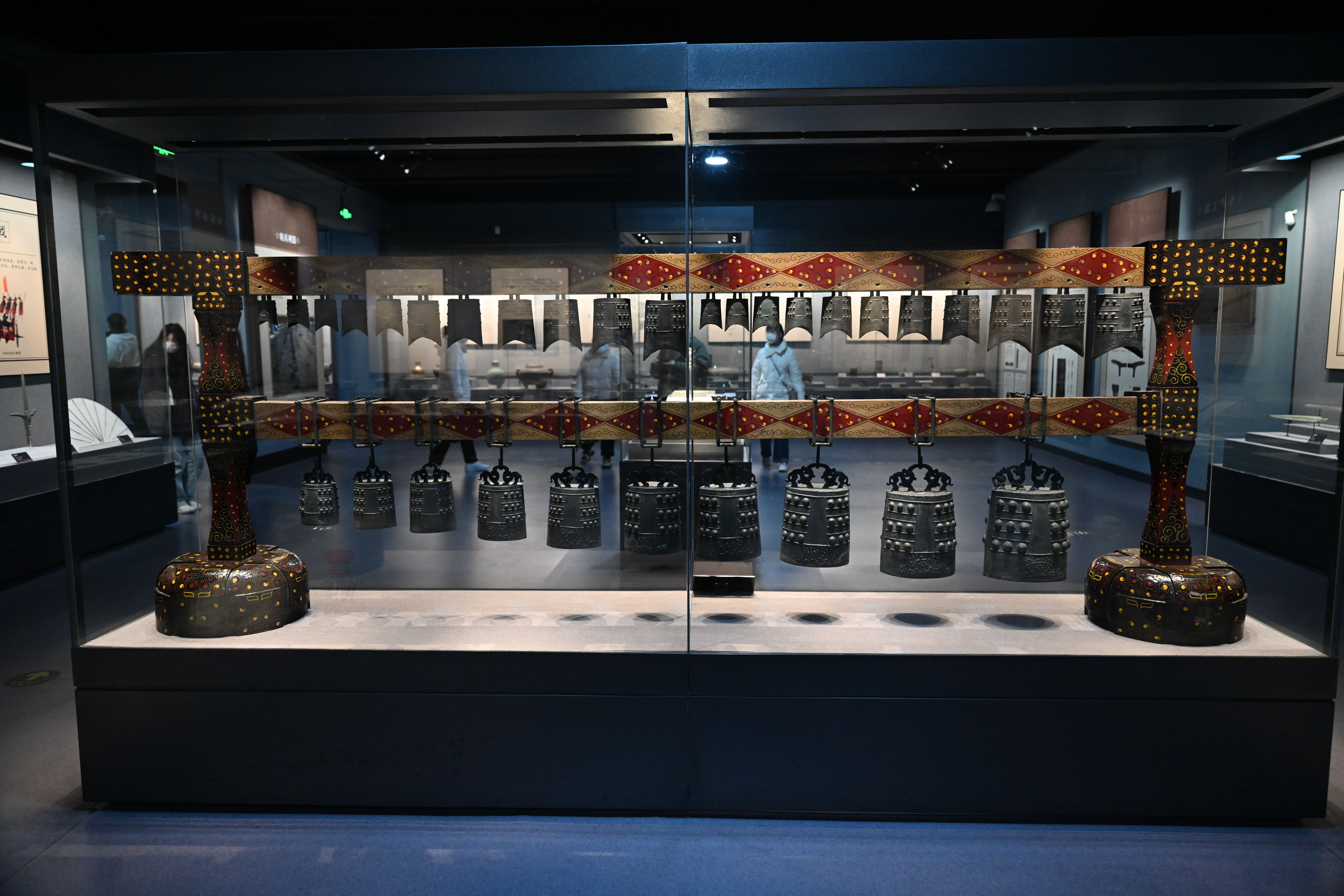
天星观二号楚墓编钟
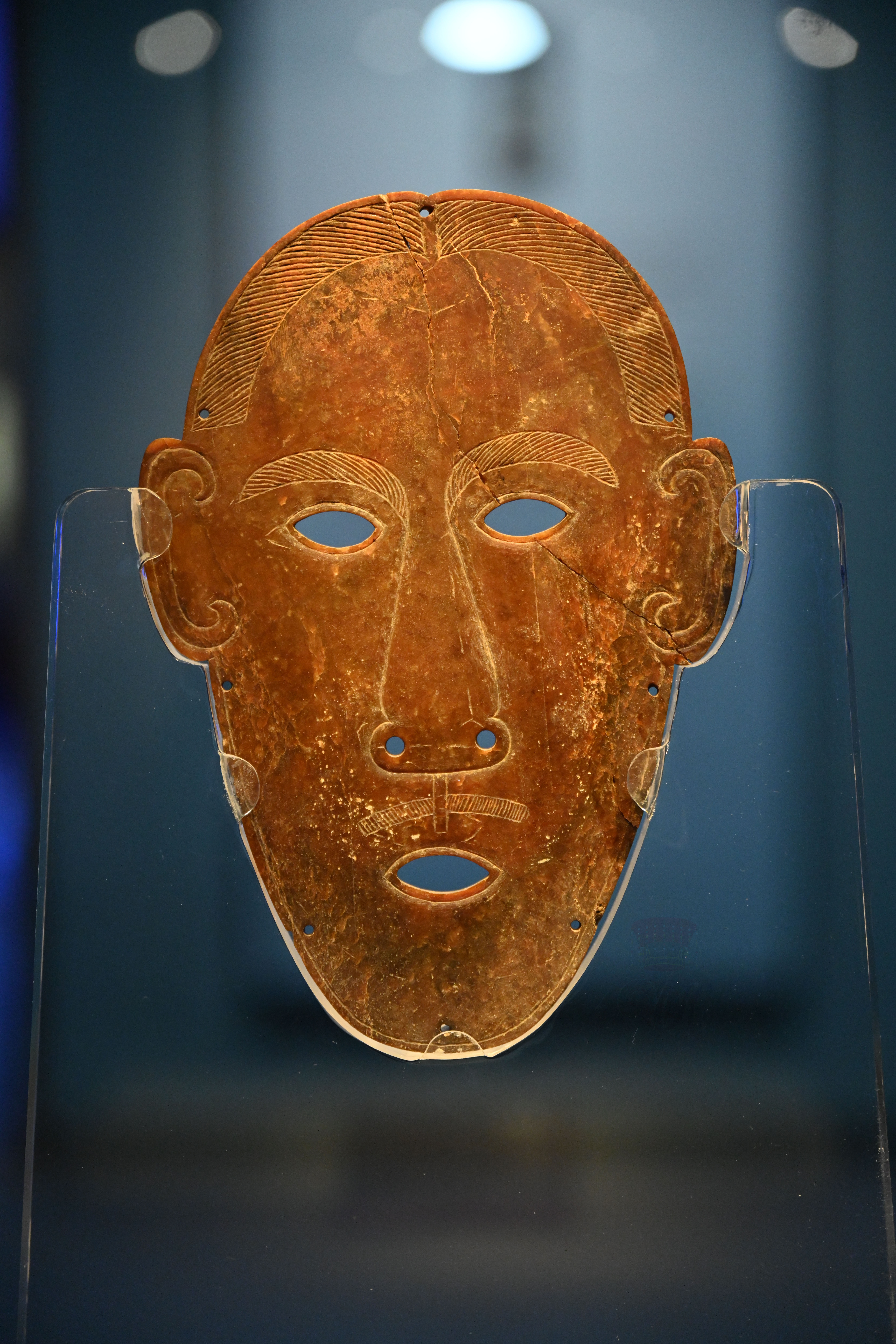
玉覆面